# Rezerwat Biosfery Północnej Liwonii
Rezerwat Biosfery Północnej Liwonii (łot. Ziemeļvidzemes biosfēras rezervāts) – rezerwat biosfery UNESCO MAB o powierzchni ok. 475 tys. ha, utworzony w 1997 roku, znajdujący się w novadi Limbaži, Valmiera i Valka, w północnej części Łotwy, w krainie historycznej Liwonia (łot. Vidzeme), przy granicy z Estonią.

## Charakterystyka

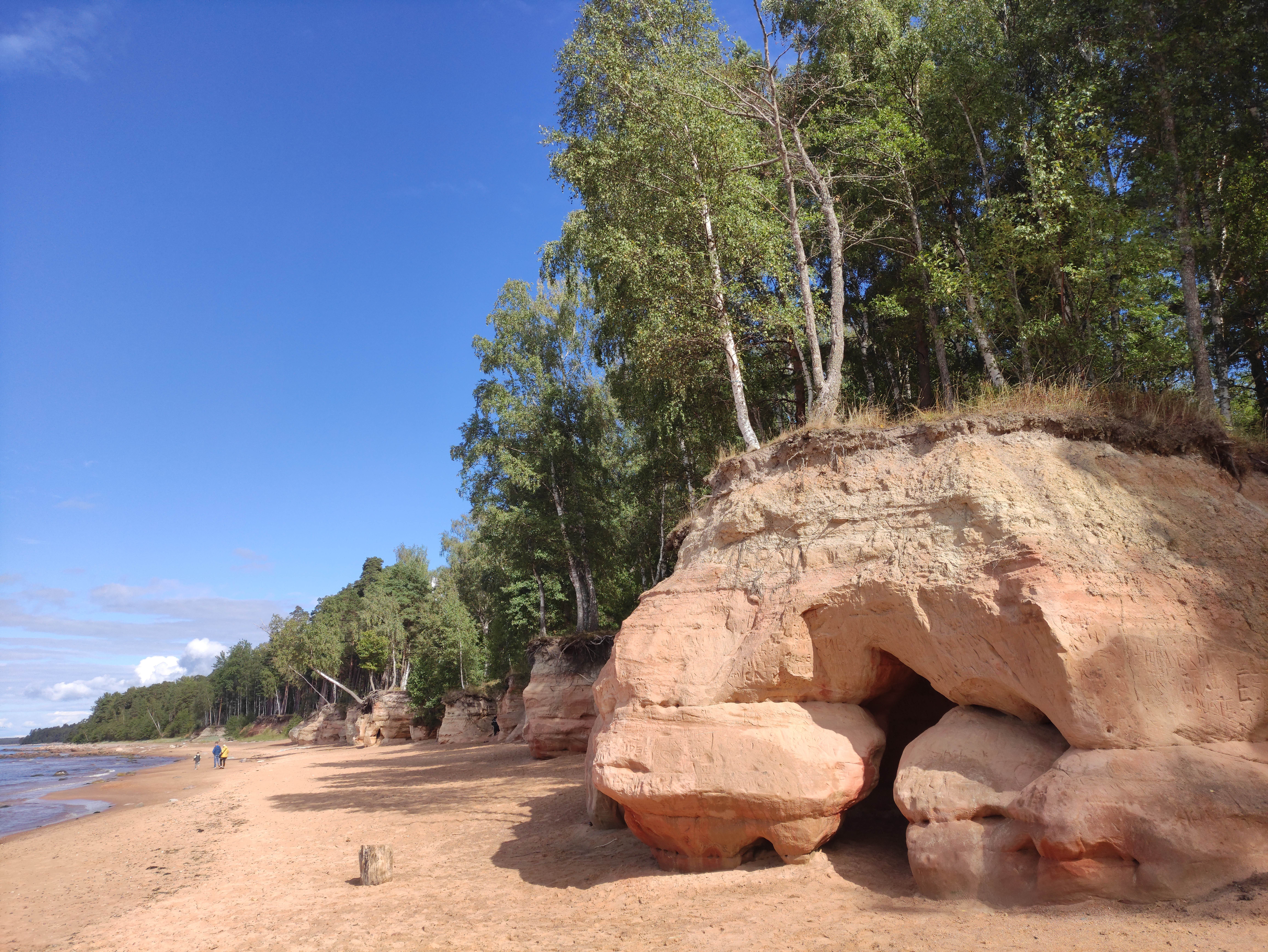
Veczemju klintis na wybrzeżu Zatoki Ryskiej (2022)

Rezerwat Biosfery Północnej Liwonii jest jedynym rezerwatem biosfery na Łotwie (stan na 2025 rok). Został utworzony ustawą łotewskiego Sejmu z dnia 11 grudnia 1997 roku, a już 15 grudnia tego samego roku uznano go za chroniony obszar przyrodniczy o znaczeniu międzynarodowym w ramach programu „Człowiek i biosfera” (MAB) UNESCO.
Rezerwat zajmuje obszar o powierzchni 475 514 ha (w tym 457 708 ha obszaru lądowego i 17 806 ha obszaru wód morskich). Obejmuje 53 km wybrzeża Morza Bałtyckiego (Zatoki Ryskiej), a jego tereny lądowe odpowiadają zlewniom rzek Salaca, Svētupe i Vitrupe. Przybrzeżna część rezerwatu składa się zarówno z piaszczystych plaż i wydm porośniętych przez nadmorskie łąki, jak również obszarów nagich skał oraz klifów o wysokości sięgającej 6 m (Veczemju klintis).
Krajobraz na lądzie jest młodoglacjalny i charakteryzuje się występowaniem licznych stawów i jezior polodowcowych (ponad 60 o powierzchni powyżej 3 ha) oraz równin z łagodnymi wzgórzami. Przeważają mokradła – trzęsawiska i torfowiska (wysokie, przejściowe i niskie), borealne bory i lasy bagienne tworzące tajgę, wilgotne łąki trzęślicowe oraz rozległe obszary rolnicze, występują również bory sosnowe oraz lasy mieszane. Rolnictwo pozostaje główną działalnością gospodarczą na tym obszarze, jednak tradycyjne metody wypasu stopniowo zanikają.

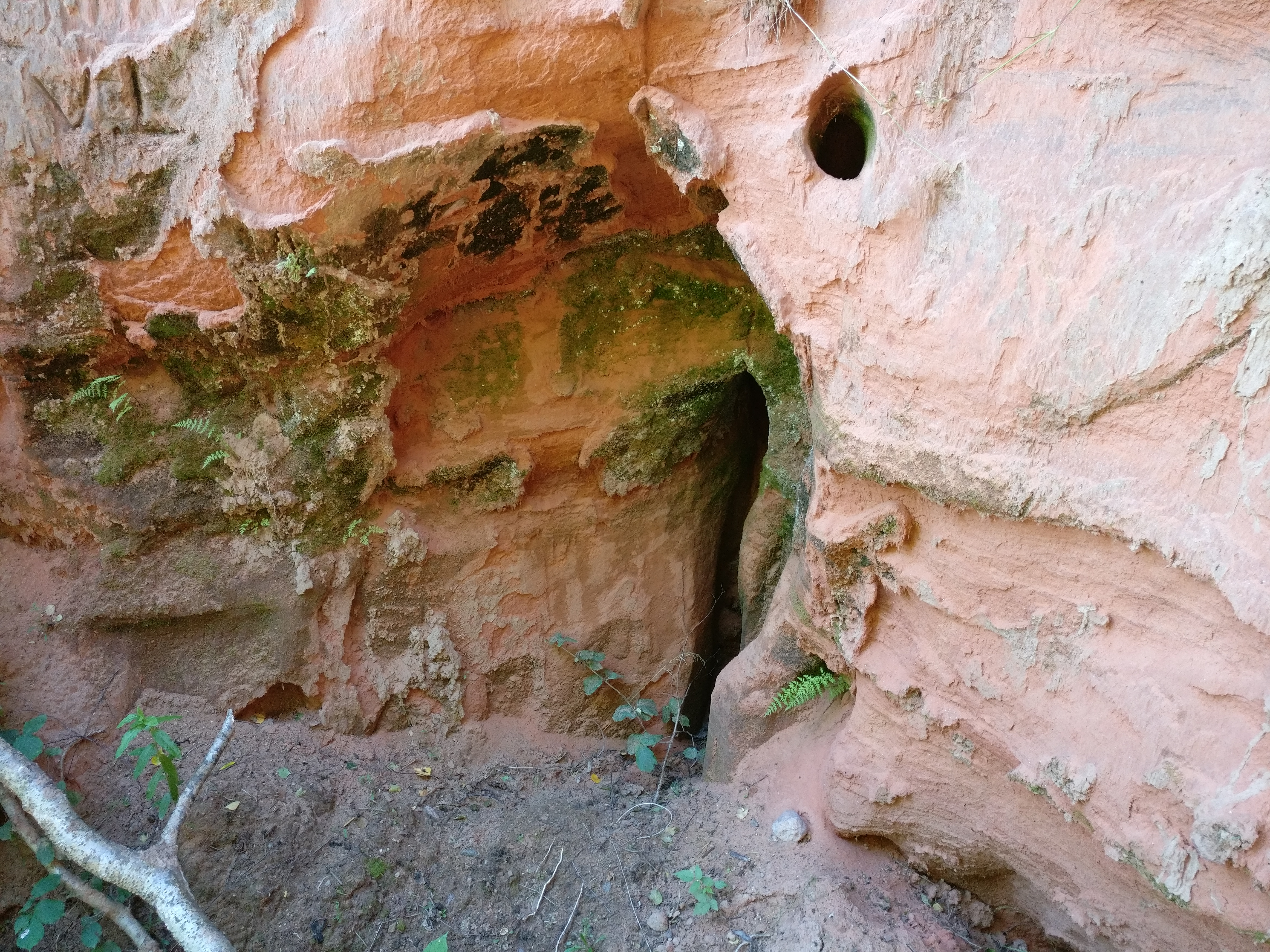
Wejście do jaskini Lībiešu upurala (2017)

Na prawym brzegu rzeki Svētupe, ok. 10 km na wschód od miasta Salacgrīva, znajduje się Lībiešu upurala – jedna z najdłuższych jaskiń w piaskowcach dewonu środkowego na terenie Łotwy. Długość jej głównego korytarza, wraz z rozgałęzieniami, sięga 47 m. Jaskinia była najważniejszym miejscem kultu Liwów w regionie Metsepole; podczas przeprowadzonych w 1973 roku prac archeologicznych odkryto w niej liczne monety i przedmioty sakralne.
W skład Rezerwatu Biosfery Północnej Liwonii wchodzi 25 rezerwatów przyrody (łot. dabas liegums), 1 park przyrody (łot. dabas parks) oraz 2 morskie obszary chronione (łot. aizsargājamā jūras teritorija). Wszystkie (poza rezerwatem Karateri) należą do sieci obszarów Natura 2000. Dodatkowo w granicach rezerwatu biosfery znajduje się 10 ostoi ptaków IBA organizacji BirdLife International oraz 1 obszar wodno-błotny o znaczeniu międzynarodowym konwencji ramsarskiej (od 2007 roku stanowiący część obszaru transgranicznego obejmującego 3 obszary Ramsar w Estonii i na Łotwie).
Siedziba administracji rezerwatu znajduje się w Salacgrīvie; funkcjonuje tam również centrum dla odwiedzających z dwiema wystawami stałymi, które prowadzi działalność w zakresie edukacji przyrodniczej.

### Fauna

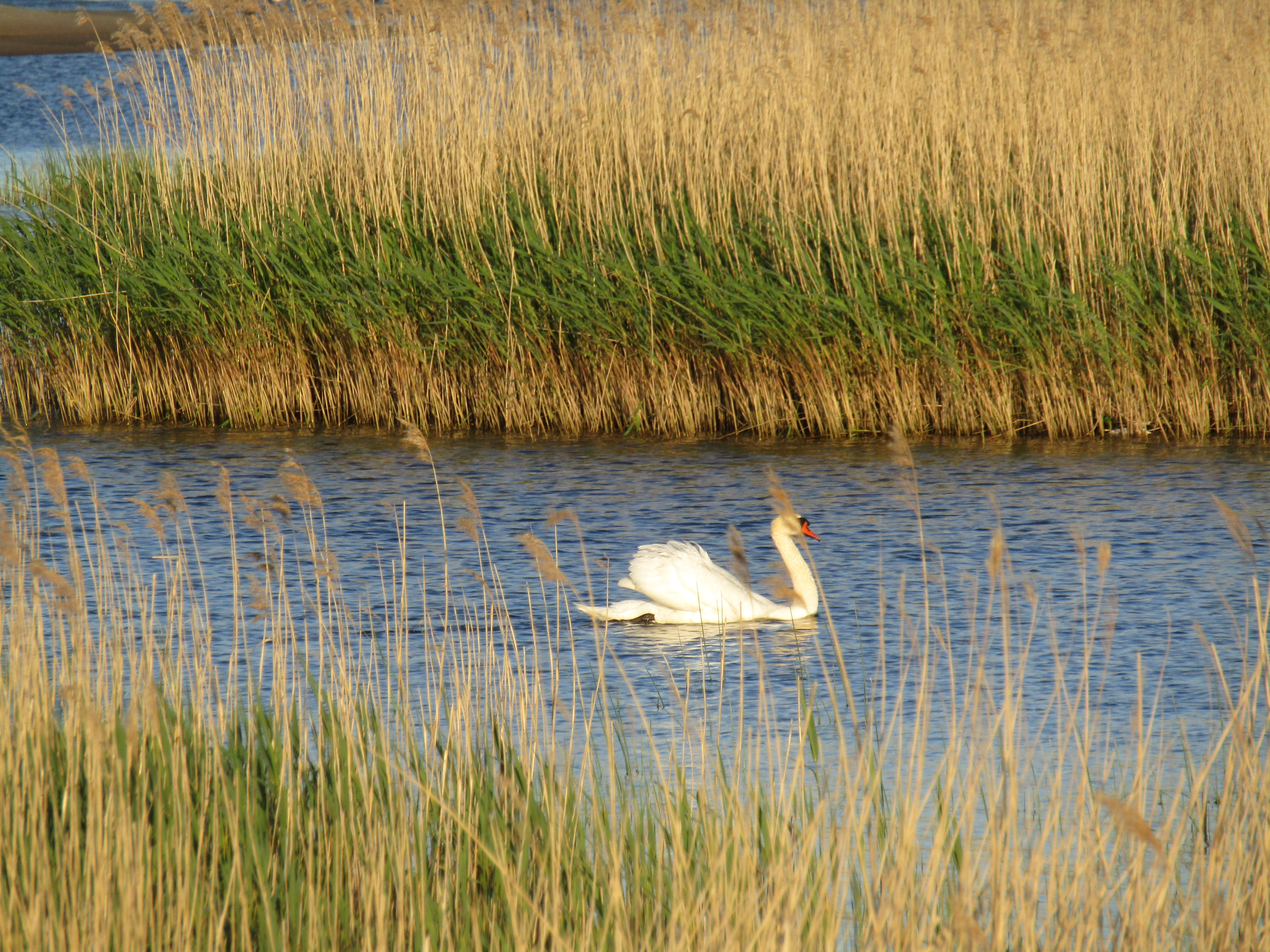
Łabędź niemy w rezerwacie Randu pļavas (2020)

Na terenie Rezerwatu Biosfery Północnej Liwonii oraz obszarów chronionych wchodzących w jego skład żyje wiele gatunków ptaków. Na Bagnach Północnych (łot. Ziemeļu purvi) licznie występuje m.in. gęś zbożowa (Anser fabalis), gęś białoczelna (A. albifrons) i łęczak (Tringa glareola), a także żuraw (Grus grus), łabędź krzykliwy (Cygnus cygnus), orzeł przedni (Aquila chrysaetos), cietrzew (Lyrurus tetrix), batalion (Calidris pugnax), siewka złota (Pluvialis apricaria), biocian czarny (Ciconia nigra) i kulik mniejszy (Numenius phaeopus).
Bagno Seda zamieszkuje m.in. derkacz (Crex crex), bąk (Botaurus stellaris), zielonka (Zapornia parva) i kropiatka (Porzana porzana), natomiast w nadmorskim rezerwacie Randu pļavas występuje świergotek polny (Anthus campestris), rybitwa popielata (Sterna paradisaea) i rybitwa białoczelna (Sternula albifrons). Szeroko rozpowszechniony jest bekas dubelt (Gallinago media) – odnotowano go w rezerwatach Rūjas paliene, Burgas pļavas i Vidusburtnieks. W rezerwacie biosfery występuje również m.in. gągoł (Bucephala clangula), rybołów (Pandion haliaetus), błotniak stawowy (Circus aeruginosus), jarząbek (Bonasa bonasia), zimorodek (Alcedo atthis) oraz dzięcioł czarny (Dryocopus martius), dzięcioł białogrzbiety (Dendrocopos leucotos), gąsiorek (Lanius collurio), trzmielojad (Pernis apivorus), puszczyk uralski (Strix uralensis) i lerka (Lullula arborea).

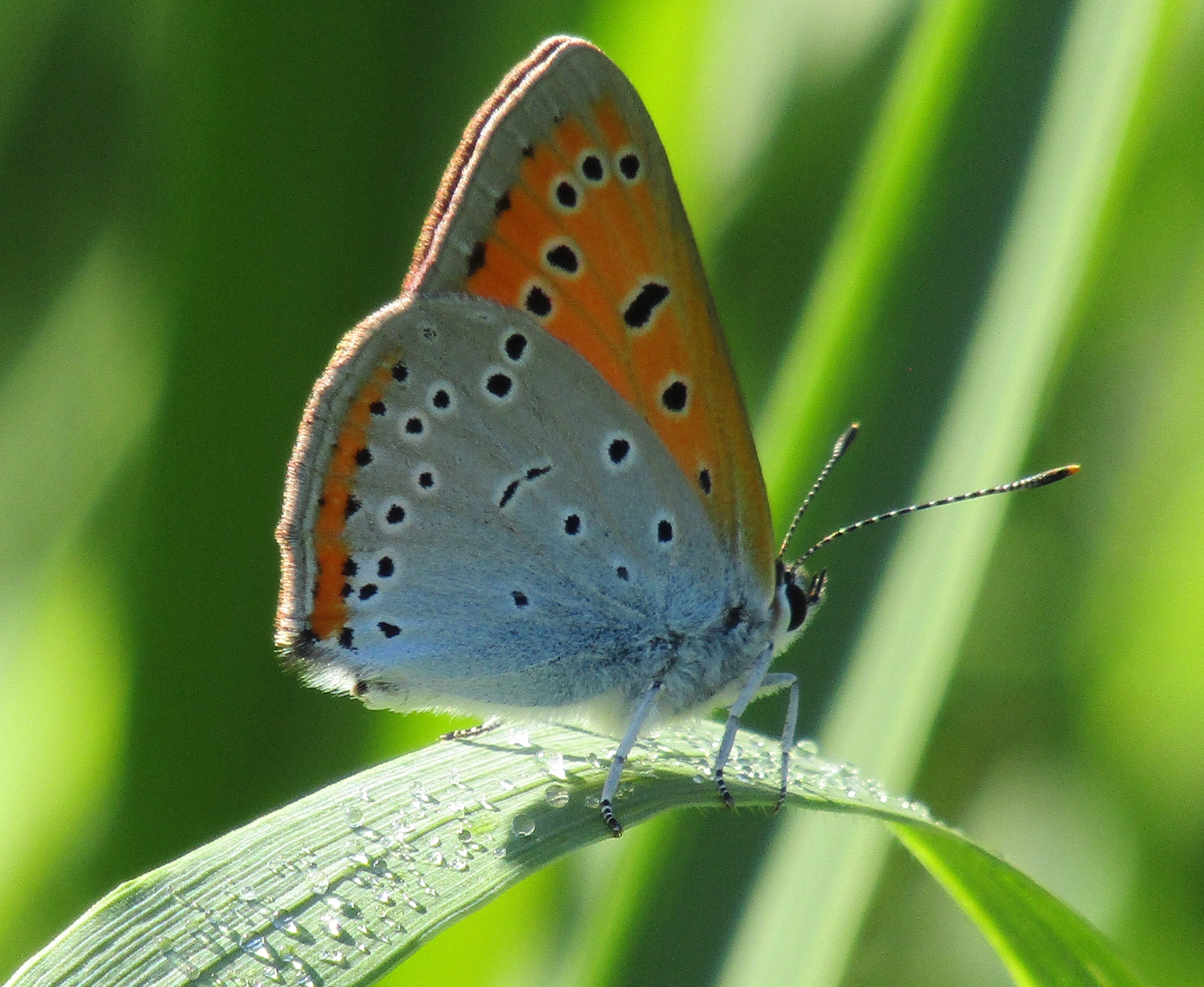
Czerwończyk nieparek na terenie rezerwatu (2020)

Do owadów występujących na terenie rezerwatu biosfery należą m.in.: czerwończyk nieparek (Lycaena dispar), pływak szerokobrzeżek (Dytiscus latissimus), kreślinek nizinny (Graphoderus bilineatus), pachnica dębowa (Osmoderma eremita), zalotka większa (Leucorrhinia pectoralis), przeplatka aurinia (Euphydryas aurinia) i przeplatka maturna (E. maturna) oraz trzepla zielona (Ophiogomphus cecilia), zaś do mięczaków – poczwarówka zwężona (Vertigo angustior), poczwarówka Geyera (V. geyeri) i poczwarówka zmienna (V. genesii) oraz skójka gruboskorupowa (Unio crassus).
W rzekach i zbiornikach wodnych na terenie rezerwatu występuje m.in. łosoś atlantycki (Salmo salar), koza (Cobitis taenia), różanka europejska (Rhodeus sericeus amarus), głowacz białopłetwy (Cottus gobio), minóg strumieniowy (Lampetra planeri) i minóg rzeczny (L. fluviatilis). W Salacy notowano również ciosę (Pelecus cultratus) i piskorza (Misgurnus fossilis). Ssaki reprezentowane są przez rysie (Lynx lynx), wydry (Lutra lutra), bobry (Castor fiber), niedźwiedzie brunatne (Ursus arctos) i wilki (Canis lupus), a także nocka łydkowłosego (Myotis dasycneme).

### Flora

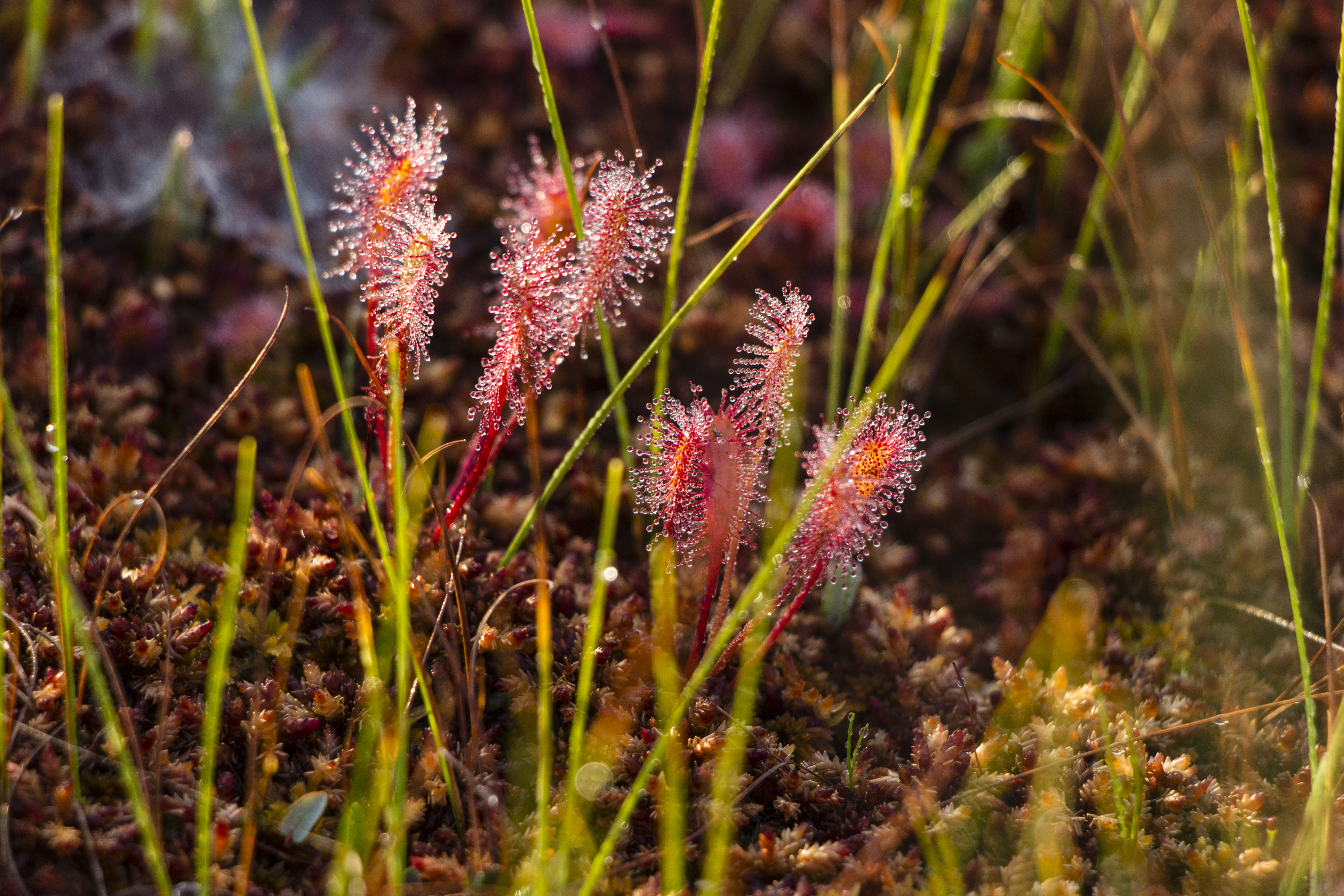
Rosiczka długolistna w rezerwacie Augstroze (2017)

Roślinność terenów podmokłych na obszarze rezerwatu tworzą torfowiec magellański (Sphagnum magellanicum), torfowiec czerwonawy (S. rubellum), torfowiec brunatny (S. fuscum) i torfowiec Wulfa (S. wulfianum), a w zagłębieniach terenu również przygiełka biała (Rhynchospora alba) i turzyca bagienna (Carex limosa). Towarzyszą im m.in. wrzos zwyczajny (Calluna vulgaris), bażyna czarna (Empetrum nigrum), żurawina błotna (Vaccinium oxycoccos), modrzewnica pospolita (Andromeda polifolia) i malina moroszka (Rubus chamaemorus), widłoząb zielony (Dicranum viride), haczykowiec błyszczący (Hamatocaulis vernicosus), a także porosty – chrobotek reniferowy (Cladonia rangiferina), chrobotek alpejski (C. stellaris) i granicznik płucnik (Lobaria pulmonaria).
Na różnych stanowiskach na terenie rezerwatu występują też m.in. brzoza karłowata (Betula nana) i wełnianeczka darniowa (Trichophorum cespitosum), a także lipiennik Loesela (Liparis loeselii), rzepik szczeciniasty (Agrimonia pilosa), starodub łąkowy (Angelica palustris) i obuwik pospolity (Cypripedium calceolus). Na obszarze Rezerwatu Biosfery Północnej Liwonii notowano również: turzycę patagońską (Carex magellanica irrigua), kukułkę plamistą (Dactylorhiza maculata), bałtycką (D. baltica), krwistą (D. incarnata) i Fuchsa (D. fuchsii), rosiczkę pośrednią (Drosera intermedia), wątlika błotnego (Hammarbya paludosa), gnieźnika sercowatego (Neottia cordata) i podkolana białego (Platanthera bifolia), wierzbę borówkolistną (Salix myrtilloides), a także akże przedstawicieli widłaków –  wrońca widlastego (Huperzia selago), widłaka goździstego (Lycopodium clavatum) i kolcowidłaka jałowcowatego (Spinulum annotinum).

## Galeria

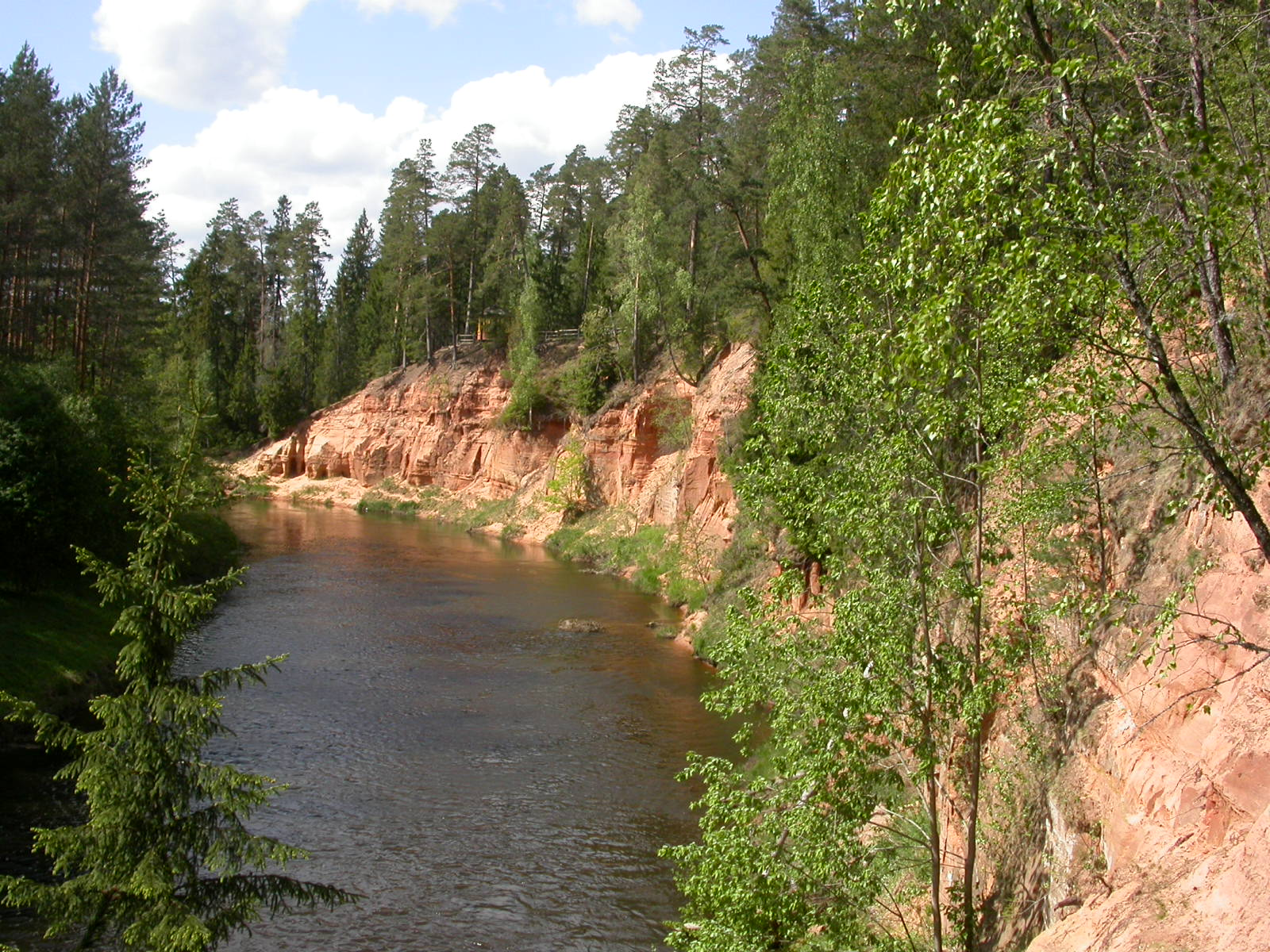
Klify wzdłuż rzeki Salacy (2006)
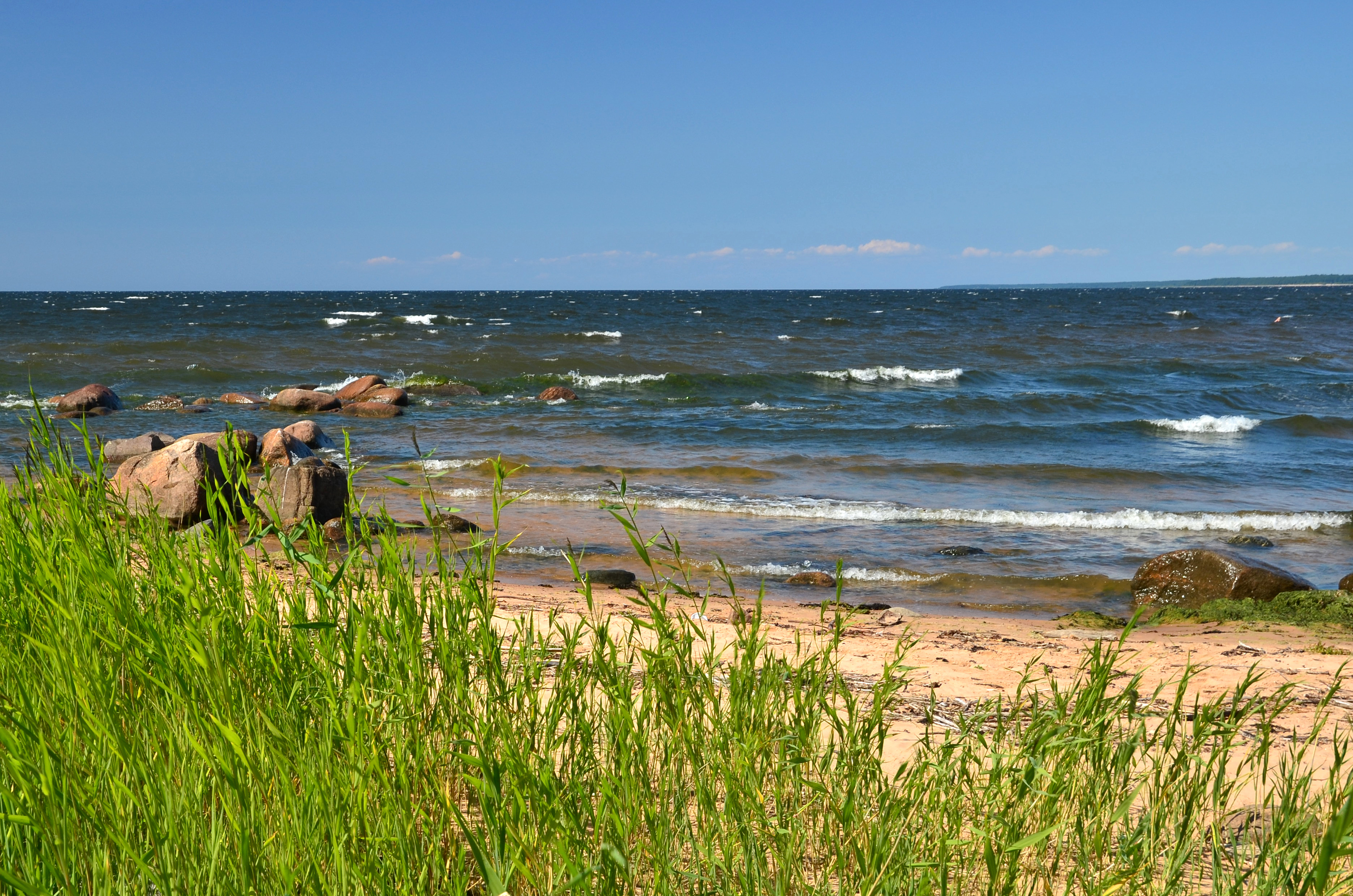
Wybrzeże Zatoki Ryskiej na terenie rezerwatu (2013)
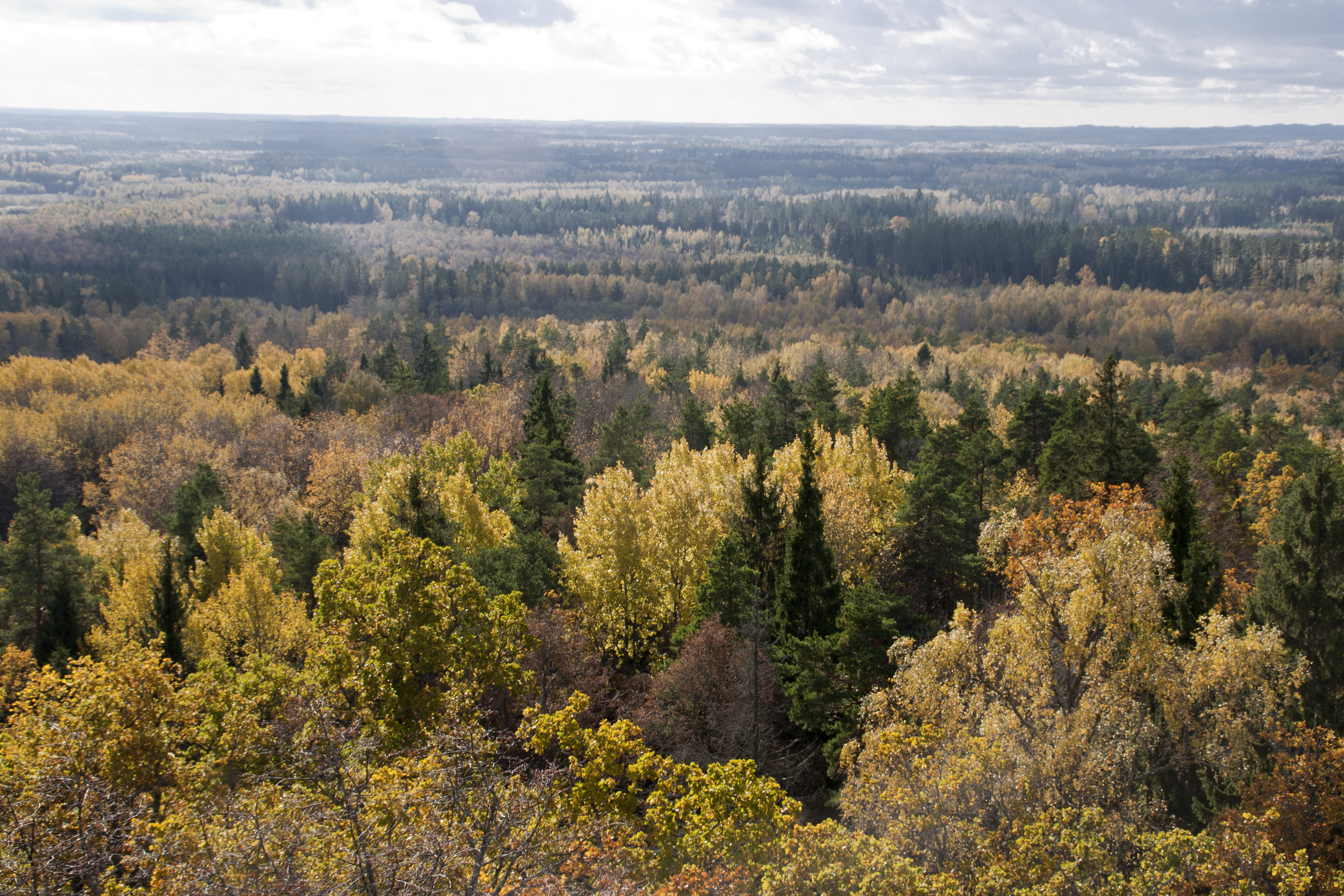
Widok ze wzgórza Zilaiskalns (2011)
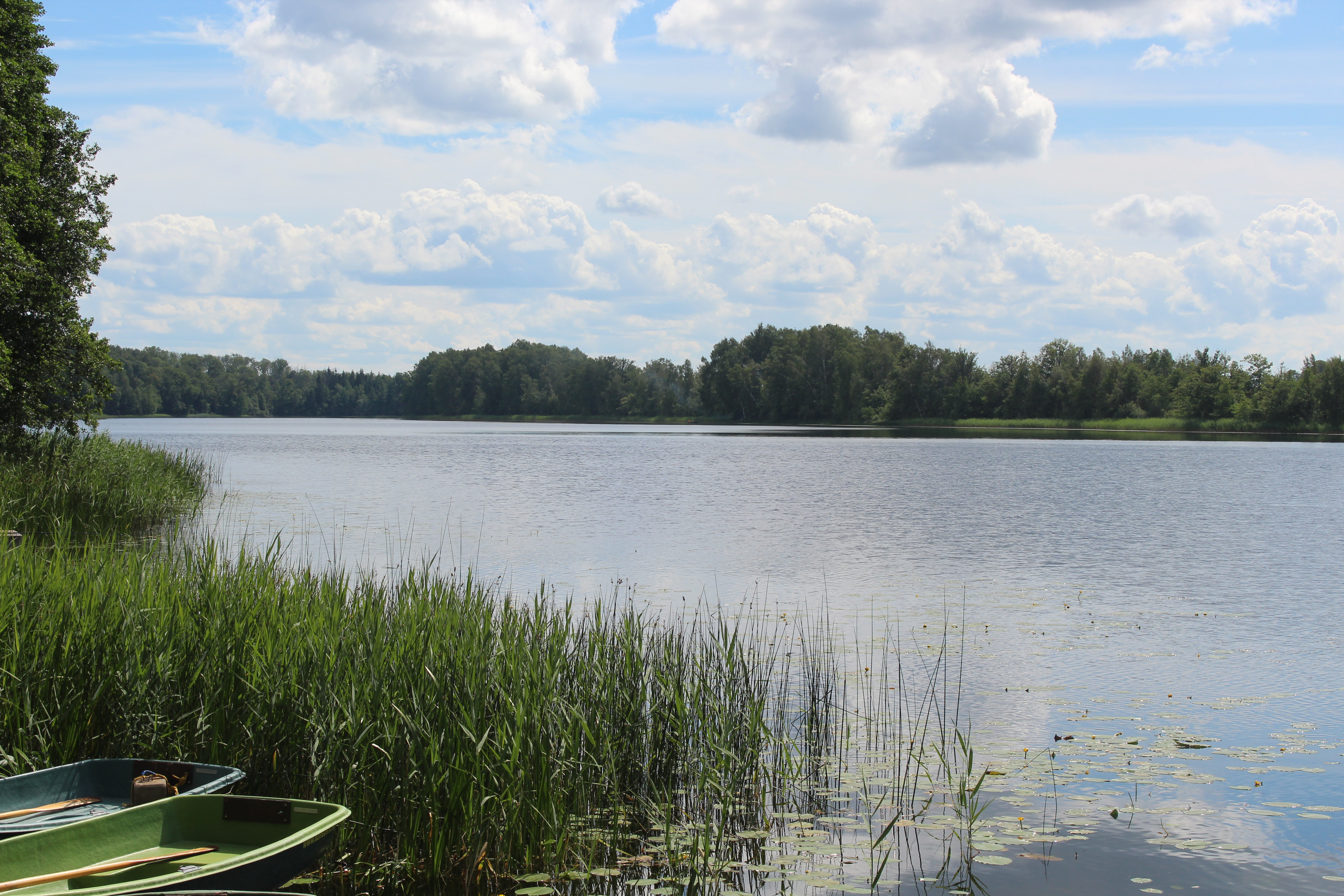
Widok na jezioro Dziļezers (2017)
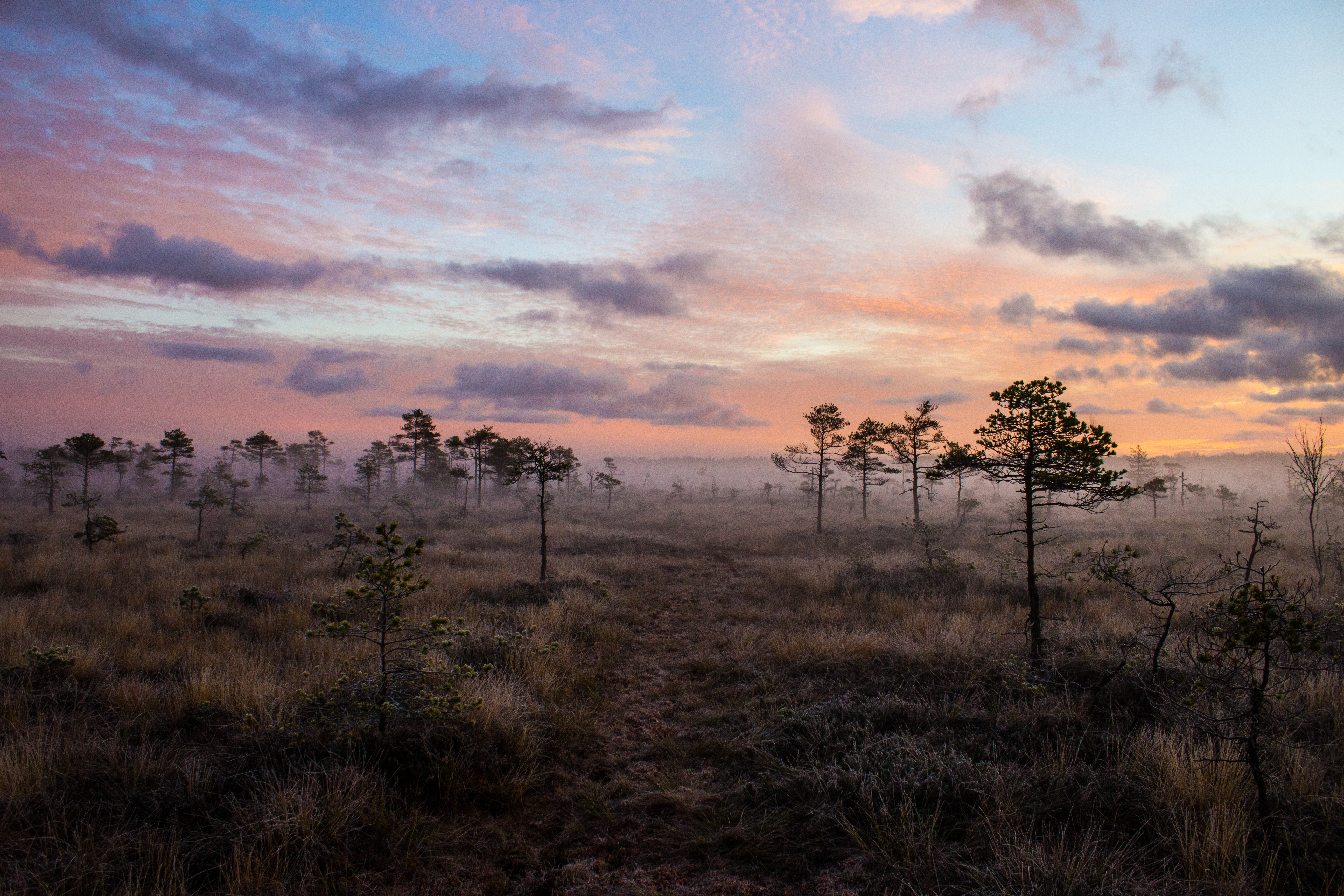
Bagna Niedrāju-Pilkas o świcie (2017)
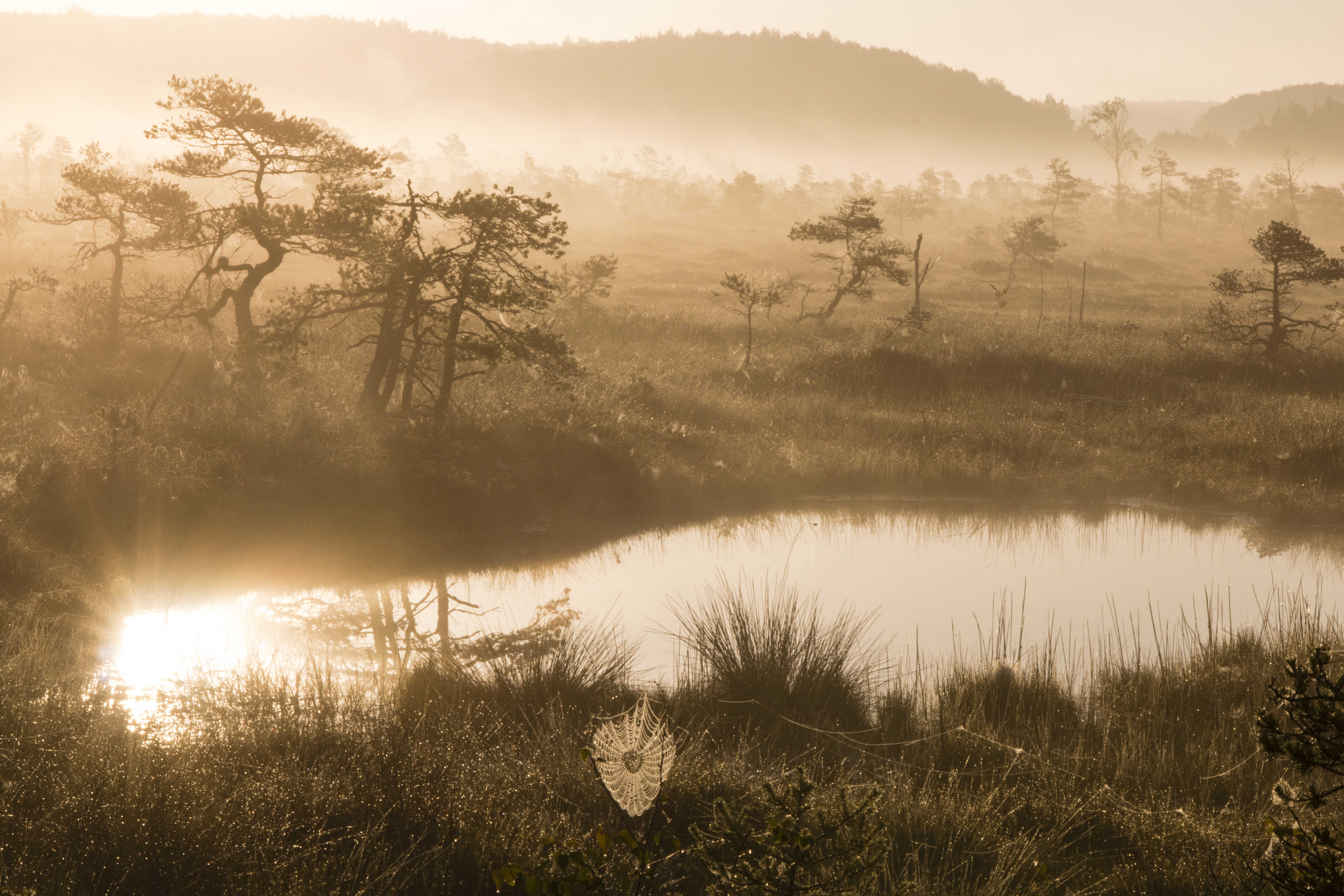
Wschód słońca w rezerwacie Augstroze (2017)